# Saint-Martin-en-Gâtinois
Saint-Martin-en-Gâtinois is een gemeente in het Franse departement Saône-et-Loire (regio Bourgogne-Franche-Comté) en telt 117 inwoners (2009). De plaats maakt deel uit van het arrondissement Chalon-sur-Saône.

## Geografie
De oppervlakte van Saint-Martin-en-Gâtinois bedraagt 7,3 km², de bevolkingsdichtheid is dus 16 inwoners per km².
De onderstaande kaart toont de ligging van Saint-Martin-en-Gâtinois met de belangrijkste infrastructuur en aangrenzende gemeenten.

## Demografie
Onderstaande figuur toont het verloop van het inwonertal (bron: INSEE-tellingen).